# Balea kaeufeli
Balea kaeufeli is een slakkensoort uit de familie van de Clausiliidae. De wetenschappelijke naam van de soort is voor het eerst geldig gepubliceerd in 1962 door Brandt.